# The Girl and the Stowaway
The Girl and the Stowaway è un cortometraggio del 1914 diretto da Kenean Buel e interpretato da Tom Moore e Alice Joyce.

## Trama
Un aristocratico inglese vive nelle ristrettezze nel suo antico maniero. Sua figlia, allora, cerca di risolvere i loro problemi finanziari combinando un matrimonio tra George, l'erede del titolo, e la figlia di un milionario americano. Ma George, con grande scandalo della famiglia, rifiuta e dichiara l'intenzione di andare a cercarsi un lavoro negli Stati Uniti. Per arrivare oltre oceano, si imbarca di nascosto su un transatlantico. Lì si innamorerà di una bella passeggera. Quando sbarcherà sul suolo americano, sarà arrestato. Ma poi tutto si aggiusta, quando si viene a sapere che l'innamorata di George è proprio la ragazza che gli era stata destinato come moglie dalla sua famiglia.

## Produzione
Il film, in due rulli, fu prodotto dalla Kalem Company.

## Distribuzione
Il film venne distribuito nelle sale il 12 ottobre 1914 dalla General Film Company.

### Critica
Critica e trama completa su Stanford University